# Capsodes gothicus

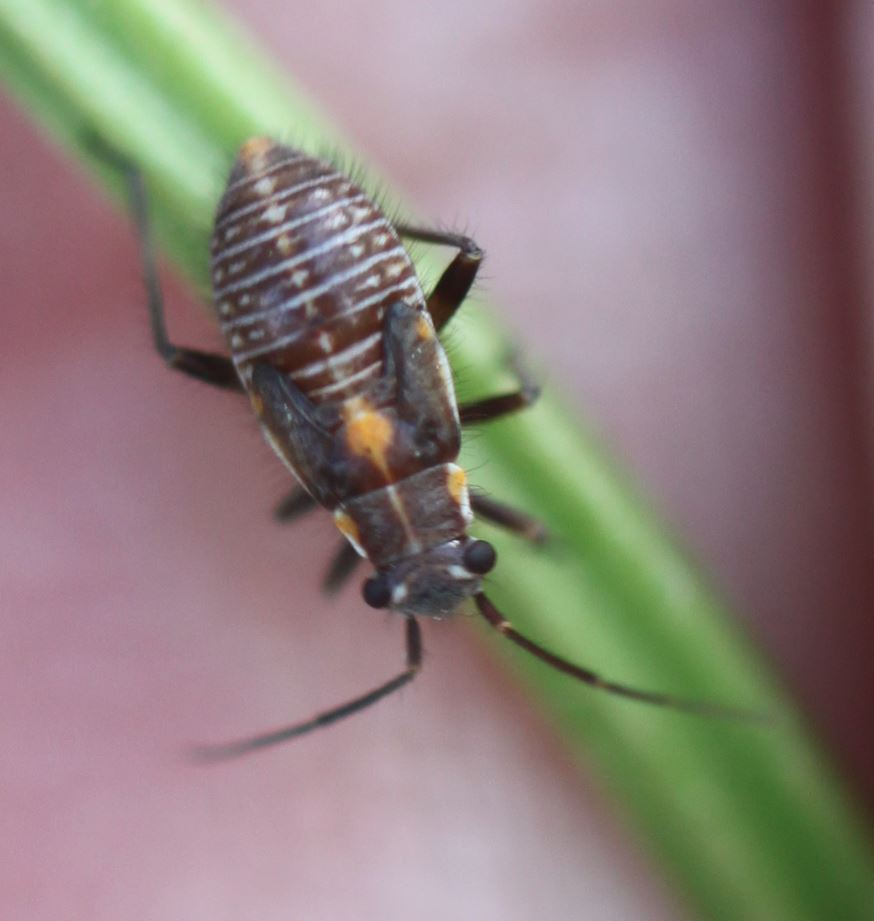
Nymphe

Capsodes gothicus ist eine Wanzenart aus der Familie der Weichwanzen (Miridae).

## Merkmale
Die Wanzen werden 5,7 bis 7,4 Millimeter lang. Die Arten der Gattung Capsodes sind überwiegend schwarz gefärbt und tragen eine auffällige orangerote und weißliche Musterung. Ihr Kopf ist ziemlich kurz und breit und die Fühler sind komplett schwarz. Bei Capsodes gothicus fehlt eine orange gefärbte Mittellinie auf den Pronotum und die Körperoberseite ist lang und dunkel beflaumt. Die Seiten des Pronotums sind gerade und das zweite Fühlerglied ist ungefähr gleich lang wie das dritte und vierte zusammen. Die Ausdehnung der orangefarbenen Zeichnung ist variabel. Die Männchen sind voll geflügelt (makropter), die Weibchen haben leicht verkürzte (brachyptere) Flügel. Die Nymphen sind dunkelrot und schwarz gefärbt und tragen lange, schwarze Haare.

## Vorkommen und Lebensraum
Die Art ist in fast ganz Europa bis in das nördliche Mittelmeergebiet und östlich bis Sibirien und China verbreitet. Sie kommt in Deutschland vor allem im Süden häufig vor, im Norddeutschen Tiefland ist sie nur lokal nachgewiesen und selten. Sie fehlt auch in den mittleren Teilen Deutschlands lokal. In Österreich ist sie verbreitet und nicht selten.

## Lebensweise
Wie auch bei Capsodes flavomarginatus ist nicht bekannt, an welchen Pflanzen die Wanzen leben. Man findet die Tiere in der dichten Krautschicht in offenen Gebieten. Man kann sie durch Streifen mit den Netz fangen und es wird vermutet, dass sie sich polyphag von verschiedenen Pflanzenfamilien ernähren. Zu den vermuteten Wirtspflanzen zählen Brennnesseln (Urtica), Weidenröschen (Epilobium), Schafgarben (Achillea), Johanniskräuter (Hypericum), Rubus, Labkräuter (Galium) und Hornklee (Lotus). Die Nymphen kann man vor allem im Mai und Juni antreffen, die Imagines von Juni bis August, teilweise auch schon in der zweiten Maihälfte.

## Belege